# Janakkala
Janakkala es un municipio finlandés, situado en la región de Tavastia Propia. Tiene 16 963 habitantes y un área de 586,07 km². Fue fundado en 1866. En el pueblo de Tervakoski está Puuhamaa, un parque de atracciones infantil.
- Wikimedia Commons alberga una categoría multimedia sobre Janakkala.

- Datos: Q374324
- Multimedia: Janakkala / Q374324